# Antonie Janalíková
Antonie Janalíková (4. ledna 1874 Holešov – 21. srpna 1924) byla česká učitelka, spisovatelka, pacifistka a esperantistka, spolupracovnice Prvního československého odboje a odbojové organizace Maffie a politická vězeňkyně. Při svém návratu z pobytu v Paříži zpět do Rakouska-Uherska na Moravu jaře roku 1915 byla pověřena k předání tajných písemnosti, následně byla rakouskou policií obviněna z vlastizrady a dva měsíce vězněna. To výrazně přispělo k jejímu předčasnému úmrtí a je tak uváděna jako jedna z nejvýraznějších ženských obětí rakousko-uherské politické perzekuce ve snaze o vzniku Československa.

## Život
Narodila se v moravském Holešově, absolvovala obecnou školu a pak učitelský ústav. Učitelské povolání bylo v té době u učitelek spojeno s příslibem celibátu, Janalíková tak zůstala svobodná. Působila jako odborná učitelka na měšťanské škole v Bystřici pod Hostýnem, kde žila. Okolo roku 1914 se na čas přesunula do Francie, žila v Paříži. zde se nacházeli i v době vypuknutí první světové války v létě 1914.

### Československý odboj
V rámci svého návratu do vlasti byla oslovena členy České kolonie pařížské, krajanského sdružení řízeného předsedou Josefem Hofmanem-Krátkým, angažujícího se v podpoře aktivit exilové skupiny Tomáše Garrigue Masaryka, Edvarda Beneše a Milana Rastislava Štefánika zasazujících se o vznik samostatného Československa a organizující zde např. dobrovolnickou legionářskou rotu Nazdar. Janalíková s převozem dokumentů souhlasila, následně se vydala na zdlouhavou cestu mimo frontová území bojů, kdy se přes Španělsko, Středozemní moře a s Rakouskem-Uherskem stále ještě spolupracující Italské království. V Janově, kam doplula, vyhledala pomoc místních esperantistů, následně pak zajištěna rakouskými četníky a poslána na Moravu.
Po svém návratu však upadla v podezření ze špionáže a právě možného kontaktu s protirakouskými elementy. V březnu 1915 byla v jejím bytě provedena domovní prohlídka a Janalíková byla transportována do ženského oddělení věznice na Cejlu v Brně. Zde pro podezření z vlastizrady a spiknutí s Ruskem strávila celkem šest týdnů, v nuzných podmínkách, naštěstí pro ni policie inkriminované dokumenty nezajistila. Po propuštění byla nuceně přemístěna k působení na školách ve Vizovicích, následně pak v Holešově. Byla v tíživé životní situaci: během pobytu v zahraničí jí byl zastaven učitelský plat, žila tak v jednou bytě se sestrou a nemohoucí matkou, kterou živila. Účastnila se též revolučního dění roku 1918.

### Po roce 1918
Po vzniku Československa byl její případ zviditelněn a vyzdvižen jeho přínos československému národnímu odboji. Janalíková rovněž sepsala vlastní životopis. Věnovala se rovněž aktivitám v pacifistickém hnutí, hnutí esperantistů a zasazovala se také ve prospěch abstinence.

### Úmrtí
Antonie Janalíková zemřela 21. srpna 1924 ve věku 50 let. Na jejím zdraví se výrazně podepsalo válečné věznění a psychické vypětí spojené s ním a dobou války, kdy byla pod úředním dohledem. Pohřbena byla na hřbitově v Bystřici pod Hostýnem. 